# Molly Hammar
Molly Hammar (* 16. Oktober 1995; vollständiger Name Ella Molly Natalia Pettersson Hammar), anfangs bekannt als Molly Pettersson Hammar, ist eine schwedische Sängerin und Songwriterin. Bekanntheit erlangte sie durch die Teilnahme an der schwedischen Castingshow Idol (2011) und am Melodifestivalen (2015). Ihren größten Erfolg hatte sie 2022 mit dem Nummer-1-Hit Ingen annan rör mig som du.

## Karriere

### 2011: Idol
2011 nahm sie bei der achten Staffel der schwedischen Castingshow Idol teil. Sie gelangte bis ins Finale und belegte dort den vierten Rang.

### 2015: Melodifestivalen
2015 nahm Molly Pettersson Hammar am Melodifestivalen, der schwedischen Vorentscheidung für den Eurovision Song Contest, mit dem Lied I’ll Be Fine teil. Sie trat im ersten Semifinale an, belegte dort den sechsten Rang und zog damit nicht ins Finale ein. In den schwedischen Charts stieg die Single auf Platz 65 ein und konnte sich dort sechs Wochen lang halten.

### 2015: Something Right
2015 veröffentlichte Pettersson Hammar ihre zweite Single, die den Namen Something Right trägt. Am 21. August 2015 wurde das offizielle Musikvideo auf dem YouTube-Kanal von Warner Music Sweden veröffentlicht.

### 2016: Melodifestivalen und Eurovision Song Contest
2016 nimmt Pettersson Hammar erneut am Melodifestivalen teil. Sie wird mit dem Lied Hunger am 13. Februar 2016 im zweiten Semifinale des Wettbewerbs antreten.
Im selben Jahr schrieb Pettersson Hammar das Lied Walk on Water, welcher als maltesischer Beitrag für den Eurovision Song Contest 2016 ausgewählt wurde. Gesungen wird es von Ira Losco.

## Diskografie

### Als Sängerin
- 2015: I’ll Be Fine[1]
- 2015: Something Right[1]
- 2016: Hunger[7]
- 2022: Ingen annan rör mig som du

### Als Komponistin
- 2016: Walk on Water (gesungen von Ira Losco)